# Teres I
Teres I (în greacă veche Τήρης; aproximativ 470-440 î.Hr.) a fost primul rege al Regatului Odris. Datele cu privire la începutul și sfârșitul perioadei în care s-a aflat la conducere diferă de la o sursă la alta. A avut doi fii: Sitalkes și Sparadokos, care i-au succedat la conducerea regatului și o fiică ce va fi dată de soție regelui scit Ariapeithes.
În regiunea tracă este primul regat format prin unificarea mai multor triburi sub un conducător unic. Teres I este cunoscut pentru abilitățile sale militare și și-a petrecut o mare parte din viață pe câmpul de luptă. La început regatul se extindea numai în Tracia de Est și în regiunile nordice, până la gura Dunării.
În jurul anului 440 î.Hr. a murit la vârsta de 92 ani în timpul uneia din numeroasele sale campanii militare. A fost înlocuit de cel de-al doilea fiu, Sitalkes.